# Каролина
Каролина је женско име које води порекло из латинског језика (лат. Carolus).
Парњак је мушком имену Карло.

## Сродна имена
- Карола,
- Карла,
- Карлота,
- Лина .

## Имендани
- 2. фебруар.
- 9. мај.
- 4. новембар.

## Варијације
-
-

## Познате личност
- Каролина од Монака